# 8 Uhr-Abendblatt
Das 8 Uhr-Abendblatt. National-Zeitung war eine Abendzeitung in Berlin von 1910 bis 1938.

## Geschichte
Am 1. Juli 1910 erschien die erste Ausgabe des 8 Uhr-Abendblatt. National-Zeitung. Es war die Fortsetzung der nationalliberalen National-Zeitung, aber als Abendzeitung. Der Verleger Victor Hahn hatte diese Veränderung vorgenommen, um das defizitäre Blatt zu retten. Der Name war seit dem 2. Juli wieder National-Zeitung und erhielt erst zwischen 1911 und 1914 die Bezeichnung 8 Uhr-Abendblatt. National-Zeitung endgültig wieder.
Es war die erste Abendzeitung in Berlin und konnte so über Ereignisse, die bis zum Mittag bekannt wurden, als erste berichten. Besonders in den Jahren 1915 und 1916 hatte dies eine Bedeutung, da die offiziellen Heeresberichte der österreichischen Armee über neue Entwicklungen im Ersten Weltkrieg, die immer am Mittag veröffentlicht wurden, noch aufgenommen werden konnten.
Das 8 Uhr Abendblatt entwickelte sich zu einer Boulevardzeitung, die spätestens seit den 1920er Jahren auf der Titelseite ausführlich über Sensationen, besonders Morde und andere Verbrechen berichtete. Daneben gab es eine politische Berichterstattung, viel Sport, Rätsel, Anzeigen, Börsenberichte, Fortsetzungsromane. Im Feuilleton gab es Rezensionen über Theaterpremieren, neue Filme, Rundfunksendungen, neue Bücher und Ankündigungen von Kulturveranstaltungen. Dort schrieben renommierte Autoren wie Kurt Pinthus, Victor Hollaender und Walter Hasenclever.
Die Zeitung erreichte eine hohe Auflage von 100.000 Exemplaren. Der Preis von 20 Pfennig war doppelt so hoch wie der der meisten anderen Tageszeitungen.
Im Januar 1927 verkaufte der Herausgeber Victor Hahn die Zeitung an den Mosse Verlag für die hohe Summe von vier Millionen Reichsmark. Diese rentierte sich bald, da schon in diesem Jahr ein Gewinn von 4,5 Millionen Reichsmark erwirtschaftet werden konnten.
Der Verlag Mosse geriet um 1930 in große finanzielle Schwierigkeiten und stand zur Jahreswende 1932/33 in einer Existenzkrise. Mit dem Beginn der nationalsozialistischen Diktatur wurde der Druck auf die jüdische Eigentümerfamilie und die linksliberal ausgerichteten Redaktionen immens. Zeitweise wurde das Blatt verboten. Um das Weitererscheinen zu sichern, einigte sich der Verlag mit Hermann Göring, Reichsminister und Reichskommissar für das preußische Innenministerium (und damit quasi preußischer Innenminister) im März 1933 darauf, dass der jüdische Chefredakteur Dr. Hermann Zucker fristlos entlassen wurde. An seine Stelle trat der Sportredakteur Fritz Kirchhofer. Ähnliche Manöver wurden parallel bei Mosses Berliner Tageblatt und anderen Mosse-Blättern sowie beim ebenfalls linksliberalen, im Besitz einer jüdischen Familie befindlichen Ullstein-Verlag vollzogen. Noch im selben Jahr wurde das 8 Uhr-Abendblatt zahlungsunfähig. Im Dezember 1933 wurde es an Kirchhofer und den bisherigen Anzeigen- und Werbeleiter Georg Macknow (später Verleger des  Flensburger Tageblatts) verkauft. Deren Zeitungsunternehmen überlebte jedoch nur bis 1935, da es sich wirtschaftlich nicht durchsetzen konnte und politisch unter Druck geriet. Kirchhofers und Macknows 8 Uhr-Abendblatt GmbH wurde bereits 1935 liquidiert. Neue Eigentümer aus dem Kreis der Belegschaft führten die Zeitung weiter. Sie erschien bis zum 30. September 1938.

## Bekannte Mitarbeiter
- Josef Adolf Bondy
- Erhard Breitner
- Richard Dyck, Redakteur, Reporter (besonders als Gerichtsreporter)
- Emil Frankfurter, Redakteur
- Manfred George, Theaterkritiker
- Maria Gleit
- Erich Godal, Karikaturist
- Victor Hahn, Verleger und Chefredakteur
- Walter Hasenclever, Feuilleton-Redakteur
- Max Hochdorf, Theaterkritiker
- Leo Heller
- Theodor Heuss
- Victor Hollaender, Theaterkritiker
- Katharina von Kardorff-Oheimb, Gastautorin
- Friedrich (Fritz) Chlodwig Lange, Chefredakteur
- Ludwig Lewy
- Klaus Mann
- Jan Lustig
- Kurt Pinthus, Theaterkritiker, Filmkritiker
- Edwin Redslob, Gastautor
- Manuel Schnitzer
- Eugen Szatmari
- Walther Victor, Feuilleton-Redakteur
- Richard Wilde

## Archivierung
Eine Digitalisierung der Jahrgänge 1918–1924 bei der bestandsführenden Bibliothek Institut für Zeitungsforschung, Dortmund, ist geplant.